# Saison 2 de Charmed
Chronologie
Saison 1 Saison 3
Cet article présente le guide des épisodes de la deuxième saison de la série télévisée américaine Charmed.

## Distribution

### Acteurs principaux
- Shannen Doherty (VF : Anne Rondeleux) : Prue Halliwell
- Holly Marie Combs (VF : Dominique Chauby) : Piper Halliwell
- Alyssa Milano (VF : Magali Barney) : Phoebe Halliwell
- Greg Vaughan (VF : Antoine Nouel) : Dan Gordon (18 épisodes)
- Dorian Gregory (VF : Antoine Tomé) : Darryl Morris (13 épisodes)
- Karis Paige Bryant (VF : Kelly Marot) : Jenny Gordon (épisodes 1, 3, 4 et 6)
- Brian Krause (VF : Benoît Du Pac) : Leo Wyatt (14 épisodes)

### Acteurs récurrents
- Finola Hughes (VF : Marie-Martine Bisson) : Patty Halliwell (épisode 8)
- Jennifer Rhodes (VF : Sylvie Genty) : Penny Halliwell (épisode 1)
- Billy Drago (VF : Jean-Pierre Moulin) : Démon Barbas (épisode 9)
- Scott Jaeck (en) (VF : Gérard Surugue) : Sam Wilder (épisode 8)
- Lochlyn Munro (VF : Olivier Jankovic) : Jack Sheridan (épisodes 6 à 12)
- Antonio Sabàto, Jr. (VF : Emmanuel Curtil) : Bane Jessup (épisodes 9 et 15)
- Matthew Glave : (VF : Mathieu Buscatto)[1] : Dr Curtis Williamson (épisodes 12 et 20)

## Épisodes

### Épisode 1:Célébration
- États-Unis /  Canada : 30 septembre 1999 sur The WB / CTV
- France : 4 mars 2000 sur M6
- Québec : 30 août 2003 sur VRAK

- États-Unis : 5,74 millions de téléspectateurs

- Jennifer Rhodes (Penny Halliwell)
- Greg Cromer (Rob)
- Janet Wood (Frances Milton)
- Rich Cramer (Nicholas)
- Walter Phelan (Abraxas)
- Eric Scott Woods (Jeremy Burns)
- Amanda Wyss (Stevie)

- Cet épisode se déroule un an jour pour jour après l’épisode pilote.
- La grand-mère des sœurs, Penny, apparait pour la première fois dans leur grenier.
- Quand Jérémy refait surface dans le club de Piper, celle-ci s’exclame du « Oh–mon–dieu ! » de Janice dans la série Friends.
- L'acteur incarnant Nicholas a été remplacé.
- Dans cet épisode, Phoebe dit à la nièce de Dan que leur chatte s'appelle Félicie (soit le féminin de Félix). Or, dans tous les autres épisodes le félin s'appelle Kit. En anglais elle dit: this kit. Kit the cat. Kit Kat en disant que c’est un jeu de mots. Ne pouvait servir en français, ils ont décidé de partir sur l’explication du féminin de Félix.

### Épisode 2:La Chasse aux sorcières
- États-Unis : 7 octobre 1999 sur The WB
- France : 11 mars 2000 sur M6

- États-Unis : 6,37 millions de téléspectateurs

- Pat Skipper (Nathaniel Pratt)
- Clara Thomas (Melinda Wyatt)
- Lisa Connaughton (Anne)
- Dan Horton (Cal Greene)

Cet épisode d'un futur alternatif nous montre ce que seraient devenues les trois sœurs si elles avaient utilisé leurs pouvoirs à des fins personnelles.
N'ayant pas utilisé leurs pouvoirs à leurs fins personnelles, cela a entraîné des changements positifs : les sorcières ne seront plus persécutées, mais également la relation entre Piper et Léo qui normalement auraient eu une fille et seraient séparés, alors que dans ce futur-ci ils ont eu deux fils et une fille...  Et des changements négatifs : la mort de Prue (fin de la saison 3) alors qu'elle aurait été vivante si elles n'avaient pas changé le futur... 

### Épisode 3:Le Château hanté
- États-Unis : 14 octobre 1999 sur The WB
- France : 18 mars 2000 sur M6

- États-Unis : 6,21 millions de téléspectateurs

- Paul Kersey (Malcolm)
- Holly Fields (Jane Franklin)
- Damian Perkins (Joe Lyons)

### Épisode 4:Une musique d'enfer
- États-Unis : 21 octobre 1999 sur The WB
- France : 25 mars 2000 sur M6

- États-Unis : 5,76 millions de téléspectateurs

- Larry Holden (Jeff Carlton)
- David Haydn-Jones (Chris Barker)
- Alexandra Picatto (Tina Hitchens)
- Chris Nelson (Masselin)

### Épisode 5:Masculin - féminin
- États-Unis : 4 novembre 1999 sur The WB
- France : 1er avril 2000 sur M6

- États-Unis : 5,50 millions de téléspectateurs

- Heidi Mark (Darla/Succubus)
- Michael McLafferty (Alan Stanton)
- Lex Medlin (Inspecteur Smith)
- Nick Stabile (Owen Grant)
- Georgia Emelin (Jan)

- Il s'agit du premier épisode où l'une des sœurs se transforme par magie pour chasser les démons.
- Le groupe qui joue au P3 est The Cranberries.

### Épisode 6:Un coup de baguette magique
- États-Unis : 11 novembre 1999 sur The WB
- France : 8 avril 2000 sur M6

- États-Unis : 5,91 millions de téléspectateurs

- Lochlyn Munro (Jack Sheridan)
- Teddy Lane Jr (le directeur)
- Brigid Brannagh (Tuatha)
- Jay Michael Ferguson (Kyle Gwideon)
- John Johnston (Joshua)
- Pamela Koch (Betty)
- Jeremy Rowley (le chasseur de trésors)
- Liv Boughn (Heather)
- Matthew Senko (Michael)

- C’est la première fois de la série que les sœurs utilisent le pendule pour localiser un ennemi à combattre.

### Épisode 7:Les sorciers sont partout
- États-Unis : 18 novembre 1999 sur The WB
- France : 15 avril 2000 sur M6

- États-Unis : 5,66 millions de téléspectateurs

- Lochlyn Munro (Jack Sheridan)
- Jim Antonio (Ben Bragg)
- Marcelo Tubert (le guide touristique)
- Misha Collins (Eric Bragg)
- Dean Norris (Dr Stone)
- Edouard Sadd (le collectionneur)

### Épisode 8:Le Mystère du lac
- États-Unis : 9 décembre 1999 sur The WB
- France : 22 avril 2000 sur M6

- États-Unis : 5,59 millions de téléspectateurs

- Pat Crowley (Mme Johnson)
- Lochlyn Munro (Jack Sheridan)
- Lucky Luciano (un enfant)
- Finola Hughes (Patty Halliwell)
- Emmalee Thompson (Prue jeune)
- Scott Jaeck (Sam Wilder)

- Sam, l'être de lumière de la mère des trois sœurs apparait dans cet épisode. Il s'agit du père de Paige (sœur encore inconnue des trois sœurs, qui n’apparaîtra qu'à partir de la saison 4).
- La date inscrite par Jack sur le contrat de vente du cheval à M. Fujimoto est le 11 septembre 1999. Notons que cette date, bien après la fin des vacances d’été, est incompatible avec le fait que des enfants arrivent à la colonie de vacances.
- C’est la première fois qu’une des sœurs expérimente le pouvoir de s’éclipser, en l’occurrence Piper, via Léo.

### Épisode 9:Usurpation d'identité
- États-Unis : 13 janvier 2000 sur The WB
- France : 29 avril 2000 sur M6

- États-Unis : 5,07 millions de téléspectateurs

- Lochlyn Munro (Jack Sheridan)
- Antonio Sabato Jr. (Bane)
- Billy Drago (Barbas)
- Hynden Walch (Marcy Steadwell)
- Courtney Gains (D.J)
- Tom Simmons (Coroner)
- Hynden Walch (Mlle Hellfire)
- Carlo Castronovo (Wills)

- Shannen Doherty retrouve pour la première fois dans la série Antonio Sabato Jr. (Bane Jessup), à qui elle avait donné la réplique dans le téléfilm Jailbreakers en 1994.
- Prue reçoit son second pouvoir dans cet épisode : La Projection Astrale. Désormais Prue est capable de projeter son esprit de façon matériel où elle souhaite. L'inconvénient, c'est que lorsqu'elle utilise ce pouvoir, son corps se retrouve sans défense, car il est endormi, et elle ne peut pas utiliser la Télékinésie.
- Barbas, le démon de la peur, est le seul démon à apparaitre plusieurs fois dans la série, bien qu'il soit vaincu à chaque fois. Désormais, les cheveux de ses victimes ne blanchissent plus lorsqu’il les terrorise.
- C'est dans cet épisode que Darryl Morris apprend que les sœurs Halliwell sont des sorcières.
- En VF, Emmanuel Curtil prête sa voix à Bane Jessup. Après Rex Buckland dans la saison 1, c’est la seconde fois qu’il double un personnage de Charmed.
- C’est la première fois que Piper libère une des personnes qu’elle a figées sans libérer toute la pièce.

### Épisode 10:De l'amour à la haine
- États-Unis : 20 janvier 2000 sur The WB
- France : 6 mai 2000 sur M6

- États-Unis : 7,52 millions de téléspectateurs

- Clayton Rohner (Drazi)
- Lochlyn Munro (Jack Sheridan)
- Michael Reilly Burke (Cupidon)
- Brody Hutzler (Max)
- Tiffany Salerno (Cindy)
- Jonathan Aubé (Kevin)

### Épisode 11:L'Héritier
- États-Unis : 27 janvier 2000 sur The WB
- France : 13 mai 2000 sur M6

- États-Unis : 4,47 millions de téléspectateurs

- Stephanie Beacham (Martha van Lewen)
- Lochlyn Munro (Jack Sheridan)
- Hilary Danner (Alexandra van Lewen)
- Albert Stroth (un policier)
- Rolando Merlina (Hernandez)
- Rick Coy (Gilbert)
- Rolando Molina (Hernandez)

### Épisode 12:Le Fruit défendu
- États-Unis : 3 février 2000 sur The WB
- France : 20 mai 2000 sur M6

- États-Unis : 4,20 millions de téléspectateurs

- Matthew Glave (Dr Curtis Williamson)
- Lochlyn Munro (Jack Sheridan)
- Andrew Ducote (Nathan)
- Daniel Reichert (Dr Seigler)
- Monica Allison (l'infirmière #2)
- Faith Slie (l'infirmière #1)
- Chuti Tiu (l'infirmière #3)
- Louisa Abernathy (Angie)
- Jennifer Massey (Reporter)
- Lisa Ann Grant (Reporter)

- Piper meurt pour la première fois mais elle est sauvée in-extremis par Léo.
- C’est la première fois que les sœurs appellent Léo en prononçant son prénom à haute voix.
- Prue quitte son travail à la salle des ventes Bucklands, qu'elle occupait depuis l'épisode 2 de la saison 1.

### Épisode 13:Instinct animal
- États-Unis : 10 février 2000 sur The WB
- France : 27 mai 2000 sur M6

- États-Unis : 4,57 millions de téléspectateurs

- Steve Monroe (le cochon)
- Lela Lee (Tessa)
- Christopher Wiehl (le serpent)
- Richard Wharton (le professeur)
- Kelly McNair (Andrea)
- Janice Robinson (elle-même)
- Katie Johnston (Brooke)
- Rafer Weigel (Ethan)
- Tim Griffin (le lapin)
- Benton Jennings (un citoyen)
- Amber Skalski (une fille)

### Épisode 14:Sœur contre sœurs
- États-Unis : 17 février 2000 sur The WB
- France : 3 juin 2000 sur M6

- États-Unis : 4,44 millions de téléspectateurs

- Daveigh Chase (la jeune Christina Larson)
- Tyler Christopher (Anton)
- Jeanette Miller (en) (Christina Larson)
- Susan Savage (une femme)
- Lauri Hendler (une mondaine)

- La date de naissance de Penny inscrite sur l'arbre généalogique de la famille Halliwell est 23 juin 1937. Or, ce même arbre indique que sa fille, Patty, est née le 5 avril 1950. Il paraît peu probable que Penny n'ait eu que 13 ans lorsqu'elle accouchât de sa fille.
- Cet arbre indique également que le grand-père des sœurs se prénommait Jack Halliwell et non Allen, et qu'il est mort en 1964 et non en 1967 comme il est dit dans un épisode de la saison 6. On y apprend aussi que la mère de Penny n'est autre que la vie antérieure de l'une de ses petites-filles, en l'occurrence Piper.
- Piper dit à Phoebe qu'ils sont le 17 février, coïncidant avec la date de diffusion originale de l'épisode.
- Dans cet épisode nous apprenons les pouvoirs des vies antérieurs des trois sœurs. Piper peut toujours ralentir le temps mais moins longtemps que maintenant, Prue la cryokinésie et Phoebe la pyrokinésie.
- On peut également noter que les vies antérieures de Prue et Piper vivent jusqu'à un âge avancé et ne décèdent qu'en 1970. La vie antérieure de Prue est morte en mai 1970 et Prue elle-même est née en octobre 1970, ce qui fait un laps de temps de six mois... Or, il est admis que la conscience ne vient chez un bébé qu'au troisième mois. Prue est donc passée d'une vie à l'autre immédiatement, ce qui n'est pas le cas de la vie antérieure de Piper, qui a techniquement pu connaître celle qui allait devenir sa sœur avant même sa propre réincarnation.
- La vie antérieure de Léo est probablement morte quelque temps après les événements se déroulant en 1924, puisque l’on apprendra dans la troisième saison (épisode Le Retour de Balthazar) que Léo est né le 6 mai 1924, avant de décéder pendant la Seconde Guerre mondiale puis de revenir en tant qu’être de lumière. Son âme est donc, elle aussi, passée immédiatement d’une vie à l’autre.

### Épisode 15:Ange ou Démon
- États-Unis : 24 février 2000 sur The WB
- France : 10 juin 2000 sur M6

- États-Unis : 4,95 millions de téléspectateurs

- Steve Railsback (Litvak)
- Antonio Sabato Jr. (Bane Jessup)
- Geoff Meed (un garde)
- Keith Brunsmann (l'assistant de Litvak)
- Janis Chow (la présentatrice du journal télévisée)
- Gwen McGee (la présentatrice télévision)

C'est dans cet épisode que les sœurs apprennent l'existence de la Source du Mal.

### Épisode 16:Mauvais Sort
- États-Unis : 30 mars 2000 sur The WB
- France : 17 juin 2000 sur M6

- États-Unis : 5,29 millions de téléspectateurs

- Arnold Vosloo (L'être des ténèbres)
- Amy Adams (Maggie Murphy)
- Kent Faulcon (Gil Corso)

### Épisode 17:Trois Sorcières sans charme
- États-Unis : 6 avril 2000 sur The WB
- France : 24 juin 2000 sur M6

- États-Unis : 5,00 millions de téléspectateurs

- Cameron Bancroft (Crypto)
- Pamela Gordon (Amanda)
- Anne Haney (Tante Gail)
- John Gowans (Mr York)
- Julia Lee (Gail jeune)
- Lucy Lee Flippin (Helen)

- Brian Krause est absent de cet épisode.
- C’est la troisième fois qu’elles se retrouvent privées de pouvoirs après Un coup de baguette magique et Quand tombent les masques.

### Épisode 18:C'est pas du cinéma!
- États-Unis : 20 avril 2000 sur The WB
- France : 1er juillet 2000 sur M6

- États-Unis : 5,45 millions de téléspectateurs

- Mark Lindsay Chapman (Finley Beck)
- Kent Faulcon (Gil Corso)
- Alec Ledd (le geek du cinéma)
- Chris Payne Gilbert (Billy)
- Robin Atkin Downes (le démon de l'illusion)
- Olivia Summers (Bloody Mary)
- Leslie Lauten (Sally Mae)
- Michael Rivkin (un homme au téléphone)
- Dale Fabrigar (un homme méchant)
- August Amarino (le projectionniste)
- JP Romano (le slasher)

### Épisode 19:Examen de conscience
- États-Unis : 27 avril 2000 sur The WB
- France : 8 juillet 2000 sur M6

- États-Unis : 5,26 millions de téléspectateurs

- Cleavant Derricks (Cleavant Wilson)
- Rebecca Cross (Charleen Hughes)
- Peg Stewart (Lillian, l'ex-femme de Léo)

### Épisode 20:Médecine occulte
- États-Unis : 4 mai 2000 sur The WB
- France : 15 juillet 2000 sur M6

- États-Unis : 5,10 millions de téléspectateurs

- Matthew Glave (Dr Curtis Williamson)
- Sherrie Rose (Lucy)
- Jim Davidson (Evan Stone)
- Dierdre Holder (l'infirmière)
- Milt Tarver (Dr Jeffries)
- Jack Maxwell (Barry)
- Gary Douglas Kohn (Benny Ritter)
- Karen James (Sally Dopler)
- Lina Patel (le médecin)
- Susan Martino (Lucy)

### Épisode 21:Les Cavaliers de l'Apocalypse
- États-Unis : 11 mai 2000 sur The WB
- France : 22 juillet 2000 sur M6

- États-Unis : 5,37 millions de téléspectateurs

- Brian Thompson (le Messager de "La Guerre")
- Patrick Kilpatrick (le Messager de "La Mort")
- Geoffrey Blake (le Messager de "L'Emeute")
- Jeff Ricketts (le Messager de "La Famine")
- Peter Asle Holden (Employé #1)
- Kevin Ramsey (Serveur de bar)
- Kenneth Cortland (Assistant Manager)
- Gannon Brown (Employé #2)
- Paula Cole (Elle-même)

### Épisode 22:Derniers Vœux
- États-Unis : 18 mai 2000 sur The WB
- France : 29 juillet 2000 sur M6

- États-Unis : 4,53 millions de téléspectateurs

- Jeff Corey (membre du conseil #1)
- French Stewart (Genie)
- Zitto Kazann (membre du conseil #2)
- Marcus Graham (Dragon Warlock)
- Garman Hertzler (membre du conseil #2)
- Joshua Hutchinson (Dick)

- L’agence immobilière qui s’occupe de la mise en vente de la maison de Dan est la SWA Properties, la même agence pour laquelle a travaillé Phoebe dans l’épisode 13 de la première saison.
- Prue meurt pour la deuxième fois dans cet épisode mais de façon plus définitive car ses sœurs devront la ressusciter avec l'aide d'un génie.
- Shannen Doherty aurait demandé à la production de quitter la série, à la suite des évènements survenus à son personnage dans cet épisode, car elle se lassait de son rôle de Prue Halliwell. Ne voulant pas la laisser partir, la production lui a accordé une augmentation de salaire pour la saison 3.
- L’épisode comporte un jeu de mots intraduisible en français : lorsque Prue annonce à ses sœurs qu’elle a un rendez-vous avec un certain « Dick », Piper lui dit qu’elle n’a « pas besoin de Dick » (« You don’t need Dick » en anglais), ce qui signifie qu’elle n’a pas besoin de pénis. À la suite de ce jeu de mots involontaire, Léo, Prue et Phoebe sourient et sont mal à l’aise ; Piper tente alors de se rattraper.
- C’est le dernier épisode où Dominique Chauby prête sa voix à Piper en VF.
- Il s'agit du dernier épisode où apparaît Greg Vaughan dans le rôle de Dan Gordon.